# Дом Паласова
Дом  Паласова — одно и  полутораэтажное здание расположено на склоне Украинского переулка в городе Таганроге Ростовской области.  Объект культурного наследия регионального значения. Решение № 301 от 18.11.92 года.
Адрес:  г. Таганрог, ул. Греческая, 61.

## История
Одноэтажный корпус здания с полуподвалом на ул. Греческая, 61 в г. Таганроге построен в 3-й четверти XIX века. Дом принадлежал действительному статскому советнику Николаю Дмитриевичу Алфераки, а после смерти Николая Дмитриевича его сыновьям — композитору Ахилесу, зоологу Сергею и камергеру Михаилу. Корпус здания был построен на склоне Украинского переулка на перекрестке переулка с Греческой улицей.

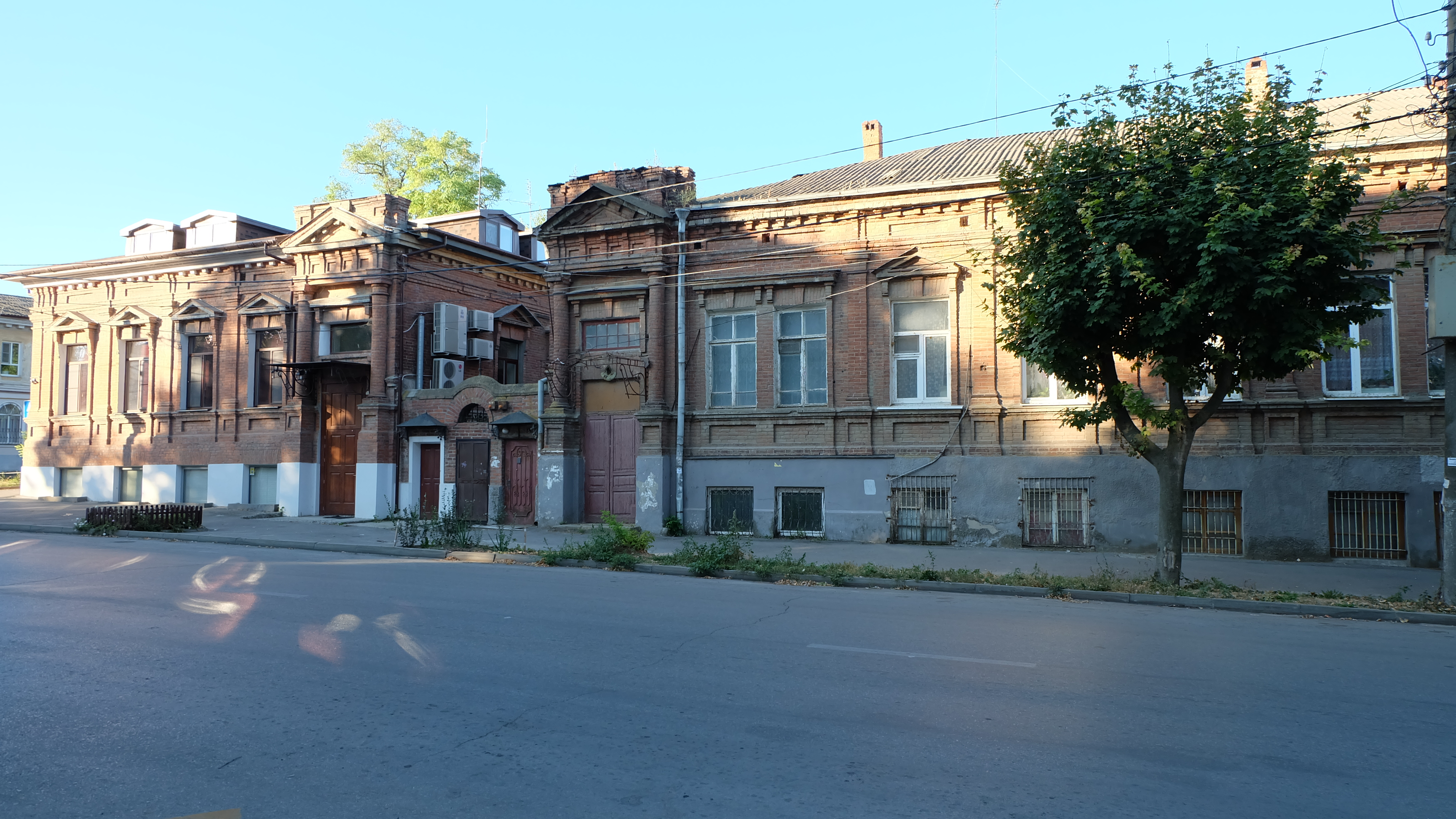
Фасад здания ул. Греческая д. 61

В конце 1880-х годов дом купил греческо-подданный Антон Номикос. После его смерти по завещанию дом отошел к его наследникам. С 1910-х годов и до 1925 года домом владел сотник Иван Иванович Минаев с супругой Екатериной Петровной. 
Полутораэтажный корпус дома из красного кирпича, являющийся продолжением углового, построен позднее первого также в 3-й четверти 19 века. Владельцем корпуса была купчиха Александра Анастасьева. 

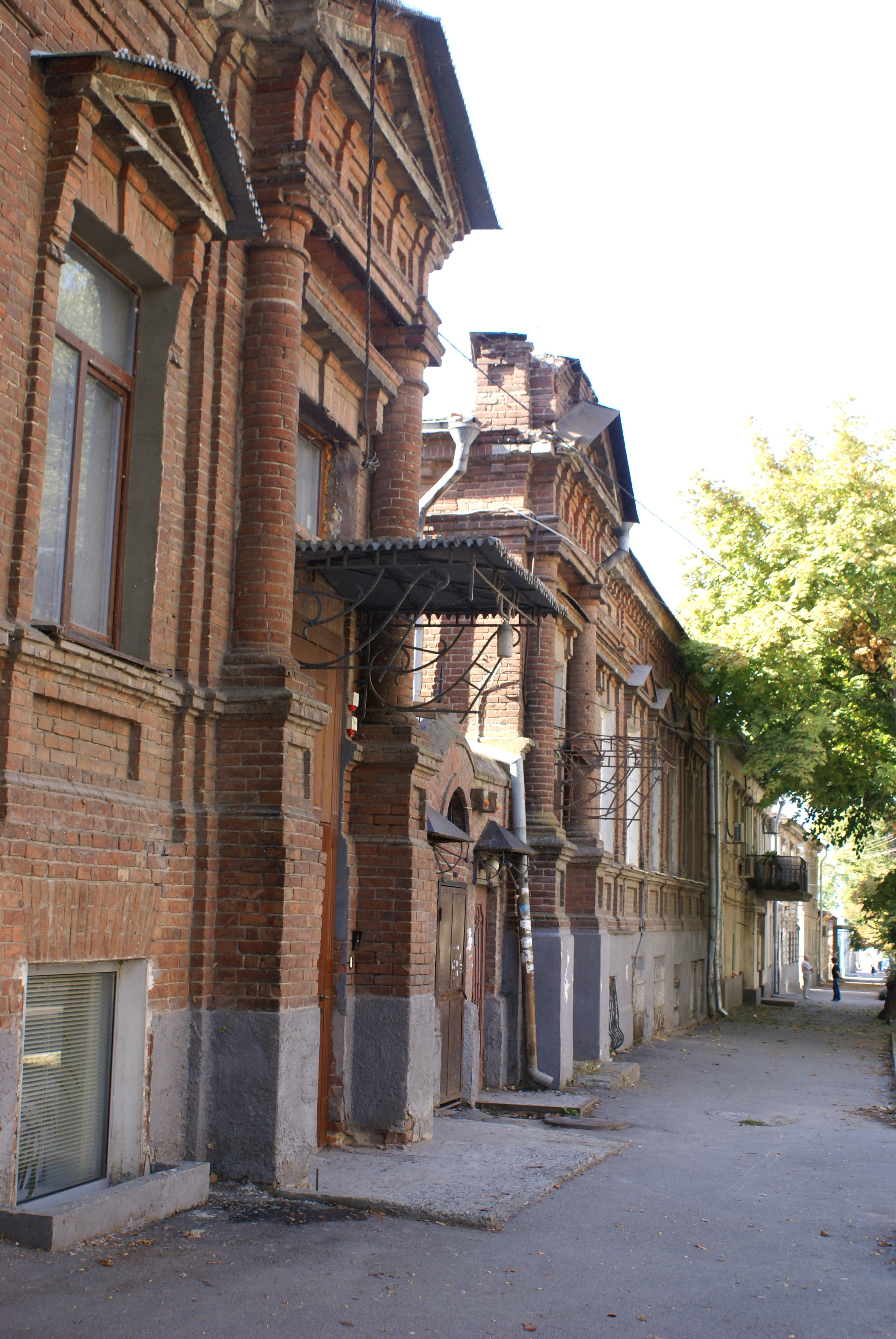
Фасад здания ул. Греческая д. 61

Дом полутораэтажный, так как Украинский переулок имеет уклон в сторону улицы Греческой. В 1842 году Александра Анастасьева вышла замуж за таганрогского купца Ставро Анастасьевича Анастасьева. В 1880-х годах здание у них купила семья умершего к этому времени купца, турецко-подданного Саввы Егоровича Паласова. Паласовы занимались торговлей табака и табачных изделий, им принадлежало ещё несколько домов в разных районах Таганрога. В подвальном этаже дома Паласовых жила семья скромного генерала Аракина, военного прокурора. 
В начале XX века дом приобрел Сумский купец, землевладелец Дмитрий Васильевич Черевков,  державший в торговых рядах на Александровской улице Таганрога несколько магазинов. Дмитрий Васильевич умер 28 декабря 1906 года на 62 году жизни, пожертвовав 60 тысяч рублей по завещанию на стипендии для бедных учеников. 
После смерти Дмитрия Васильевича здание отошло братьям, греческо-подданных Харлампию и Спиридону Ивановичу Муссури. Братья  владели зданием до 1925 года. В 1910-х годах в доме снимали жильё представитель Русского Общества пароходства и торговли М. Е. Смольников и учитель немецкого языка таганрогского коммерческого училища Матвей Иванович Шмидт.

## Архитектура
Прямоугольные окна двух корпусов дома из красного кирпича украшают треугольные карнизы и сандрики. Парадные входы в корпуса сделаны со стороны улицы Греческой, они оформлены карнизами с колоннами.
В годы советской власти здания были национализированы. В настоящее время это жилые здания. Являются объектами культурного наследия регионального значения.